# 날개는 없어도
〈날개는 없어도〉(일본어: 翼はなくても 쓰바사와나쿠테모[*], 츠바사와나쿠테모)는 코마츠 미호의 스무 번째 싱글이다.

## 개요
- 러브 발라드 셀렉션 음반 《lyrics》, 엣세이집 《이상한 잣대.》의 3작품 동시 발매가 됐다.
- 싱글로는 9번째 싱글 〈바람이 불어오는 곳〉 이래로 약 4년 반, 음반으로는 다섯 번째 음반 《코마츠 미호 5: source》 이래 약1년 만에 후루이 히로히토가 작품 제작에 참가한 작품이다. 덧붙여서, 〈날개는 없어도〉에서는 후루이 히로히토, 〈I'll tell you〉에서는 오카모토 히토시와, 가넷 크로우의 남성 멤버진을 어레인저로 맞이한 작품이다.

## 수록곡
1. 날개는 없어도(翼はなくても)
  - 작사 · 작곡: 코마츠 미호, 편곡: 후루이 히로히토
2. I'll tell you
  - 작사 · 작곡: 코마츠 미호, 편곡: 오카모토 히토시
3. 머나먼 하늘에서(遠い空で)
  - 작사: 코마츠 미호, 작곡: 코마츠 미호, 요시에 카즈오, 편곡: 이케다 다이스케

DEEN의 열네 번째 싱글 〈머나먼 하늘에서〉의 셀프 커버.
4. 날개는 없어도 (Instrumental)